# Đình Thổ Tang
Đình Thổ Tang là ngôi đình của làng Thổ Tang, nay là thị trấn Thổ Tang, huyện Vĩnh Tường, tỉnh Vĩnh Phúc, Việt Nam.
Đây là một trong những ngôi đình cổ nhất của tỉnh Vĩnh Phúc, đình được xây dựng từ thế kỷ XVII, là nơi thờ cúng Lân Hổ Hầu đô thống Đại Vương - một vị tướng có công giúp vua Trần Nhân Tông đánh tan quân Nguyên Mông xâm lược Việt Nam vào thế kỷ XII.
Đình Thổ Tang được xếp hạng di tích lịch sử văn hóa cấp Quốc gia năm 1964. Ngày 24 tháng 12 năm 2018, Thủ tướng Chính phủ đã xếp hạng ngôi đình là di tích quốc gia đặc biệt.

## Vị trí
Đình Thổ Tang nằm trên một bãi đất rộng, khá cao, bên cạnh là một hồ nước nhỏ, quay về hướng Tây, một hướng khá hiếm trong loại hình di tích này.

## Kiến trúc
Đình có bố cục mặt bằng chữ Đinh gồm Đại bái và Hậu cung.
Đại bái gồm ba gian, hai chái lớn và hai chái nhỏ, diện tích 25,3 x 14,78m (theo Cổng thông tin điện tử tỉnh Vĩnh Phúc thì nền đình có kích thước 25,80 x 14,20m). Xung quanh nền đại bái được kè bằng đá tảng khá cao so với mặt đất. Hai bên tam cấp có hai con nghê chầu. Đại bái làm bằng khung gỗ lim, gồm 48 cột gỗ lớn, trong đó là 8 cột cái (đường kính 0,7 m), 16 cột quân (đường kính 0,52 m) và 24 cột hiên (đường kính là 0,45 m). Cột được làm theo kiểu đầu cán cân, chân quân cờ, bụng hơi phình to, phía chân thót vào.
Hậu cung nối với đại đình theo kiểu liên kết mái. Công trình này làm theo kiểu tường hồi bít đốc, bờ nóc đắp gạch hoa chanh, hai đầu bờ nóc đắp hai con kìm ngậm nước. Kết cấu bộ khung gỗ của hậu cung theo kiểu giá chiêng chồng rường tương tự như đại đình, tuy nhiên các cấu kiện kiến trúc gỗ đều có tiết diện nhỏ, mảnh, để trơn không có chi tiết trang trí.
Đình Thổ Tang hiện còn 21 bức chạm khắc gỗ, được thể hiện trên các thành phần kiến trúc: thân kẻ, thân bẩy, thân rường, nội dung phong phú, khái quát về quá trình lao động, làm ăn, hưởng thụ của cư dân nông nghiệp, của nhân dân thời Lê Trung hưng. Các bức chạm ở đây được sắp xếp theo thứ tự quá trình đó. Bước vào cửa đình thì thấy ngay bức chạm đầu tiên là "ngày hội xuống đồng" (lễ tịch điền) rồi lần lượt đến các bức "bắn thú dữ" để bảo vệ mùa màng, thôn xóm. Cảnh vui chơi giải trí có: "đá cầu", "chơi cờ", "uống rượu", "người múa". Cảnh sinh hoạt gia đình có: "trai gái tình tự", "gia đình hạnh phúc". Phê phán những thói hư tật xấu có: "đánh ghen", "vợ chồng lười". Trang trí thờ phụng gồm các bức: "cửu long tranh châu", "bát tiên quá hải" và nhiều hình rồng, phượng khác.